# NN-33
La carretera NN-33 es una vía departamental secundaria ubicada en el departamento de Estelí, al norte de Nicaragua. La ruta conecta la comunidad de San Nicolás con sectores rurales del municipio, atravesando zonas agrícolas y comunidades dispersas. Tiene una longitud aproximada de 4,78 kilómetros y está registrada como parte de la Red vial de Nicaragua bajo la clasificación de carretera vecinal (C.V.).

## Trazado y cruces
La carretera NN-33 se extiende desde el empalme con la NIC-3 en el municipio de San Nicolás, hasta la comunidad de El Jícaro en dirección este. A continuación se presenta una tabla con las principales localidades atravesadas:
| km   | Localidad    | Departamento | Conexión / Ruta    |
| ---- | ------------ | ------------ | ------------------ |
| 0    | San Nicolás  | Estelí       | NIC 3              |
| 2,4  | La Montañita | Estelí       | Camino rural local |
| 4,78 | El Jícaro    | Estelí       | Fin de ruta        |

## Coordenadas
Uno de los tramos de la NN-33 puede ser encontrado en las coordenadas: 13°17′37″N 86°22′23″O / 13.2935, -86.3730